# Sächsische Webstuhlfabrik
Die Sächsische Webstuhlfabrik vormals Louis Schönherr war ein bedeutendes Maschinenbauunternehmen aus Chemnitz. Es wurde 1851 von Louis Schönherr gegründet und war auf den Bau von Web- und anderen Textilmaschinen spezialisiert. Nach dem Zweiten Weltkrieg als VEB Webstuhlbau Karl-Marx-Stadt im Kombinat Textima bekannt, wurde die Firma nach der Wiedervereinigung privatisiert und umstrukturiert. Während die produzierenden Teilunternehmen auf neue Eigentümer übergingen, werden die unter Denkmalschutz stehenden Teile des einstigen Firmengeländes in Chemnitz-Schloßchemnitz seit 1998 umfassend saniert und unter dem Namen schönherr:fabrik als Kultur- und Gewerbepark vermarktet.

## Geschichte

### 1851 bis 1871 –Schönherr & Seidler

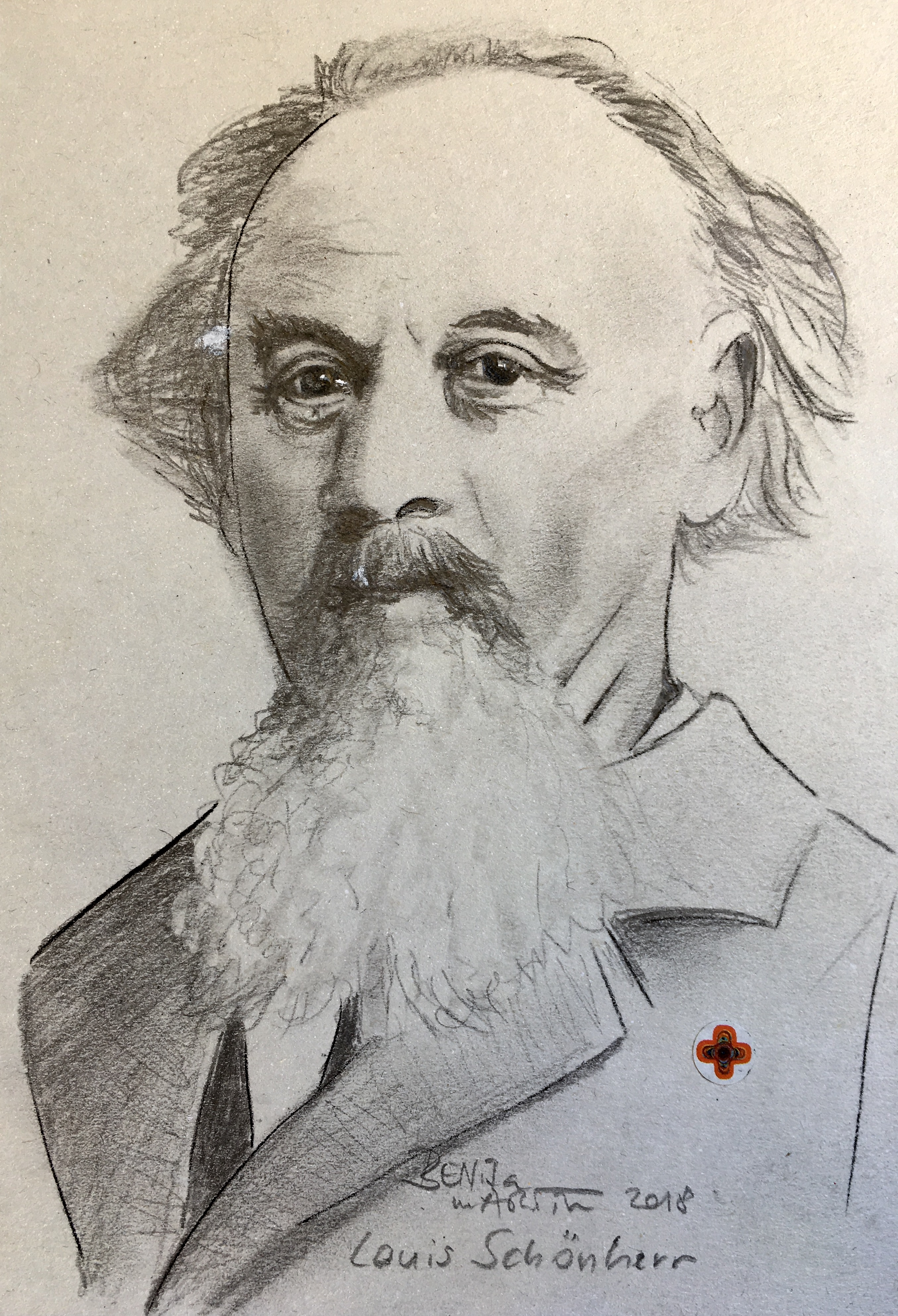
Louis Schönherr (Zeichnung von 2018)

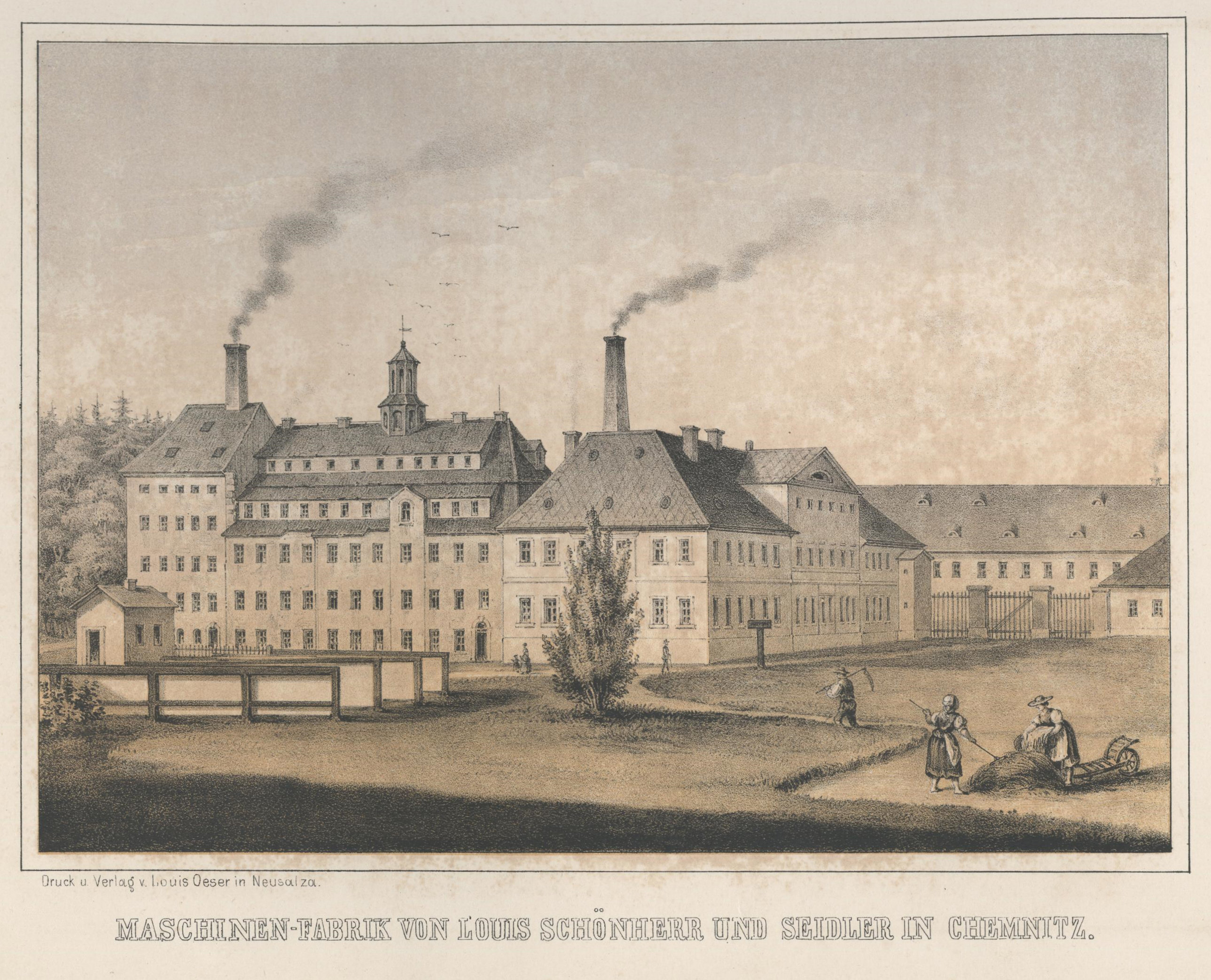
Maschinen-Fabrik von Louis Schönherr und Seidler in Chemnitz 1856

Am 2. November 1851 gründete Louis Schönherr gemeinsam mit Ernst Seidler in Chemnitz das Unternehmen unter dem Namen Schönherr & Seidler. 1854 verlegte er seinen Produktionsstandort auf den heutigen Standort, das Gelände der ehemaligen Sächsischen Maschinenbau Compagnie, welche kurz zuvor liquidiert worden war. Er startete die industrielle Serienproduktion speziell von Tuchwebstühlen und Webstühlen zur Herstellung von Möbelbezugsstoffen mit 20 Beschäftigten. Schon 1855 wurde die Webstuhlmanufaktur durch eine eigene Gießerei ergänzt, ein Jahr später zählte das Unternehmen bereits 150 Mitarbeiter und verkaufte seinen tausendsten Webstuhl. Kurz darauf veräußerte Seidler seine Unternehmensanteile für 30.000 Taler an Schönherr und gründete in Dresden eine eigene Firma.
Schönherr überarbeitete 1861 seine Konstruktion, so dass mit den Webstühlen auch gemusterte Stoffe gefertigt werden konnten. Im darauf folgenden Jahr kaufte er das komplette Areal der ehemaligen Sächsischen Maschinenbau Compagnie und erweitert die Firma stark, anderen Mietern des Areals kündigt er. 1871 wurde der zehntausendste Webstuhl gefertigt und eine eigene Fabrikfeuerwehr gegründet. Neben den Webstühlen wurden bis dahin auch 5.023 Spulmaschinen, 2.917 Schär- und Raumaschinen sowie 399 Leim- und Schlichtmaschinen produziert. So wurden bis Ende 1871 18.339 Maschinen hergestellt, damals ein Wert von ca. 100 Millionen Mark (heute mehr als 901.000.000 EURO).

### 1872 bis 1945 –Sächsische Webstuhlfabrik AG

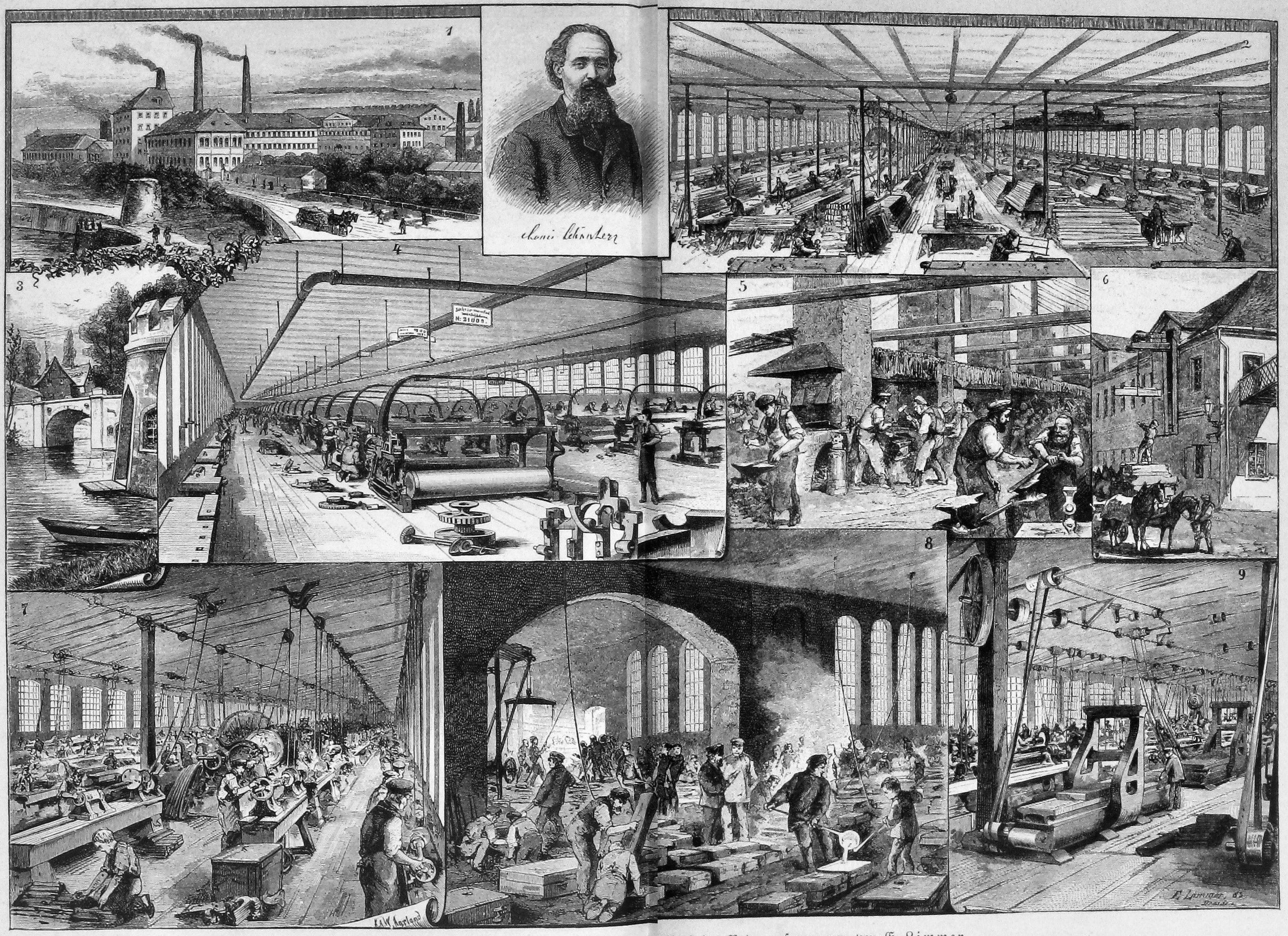
Die Schönherrsche Webstuhlfabrik in Chemnitz. Zeichnung von E. Limmer. 1. Fabrikanlage. 2. Tischlersaal. 3. Motiv aus dem Parke. 4. Montirsaal. 5. Schmiede. 6. Verladung. 7. Eisendrehereisaal. 8. Eisengießerei. 9. Eisenhobeleisaal.

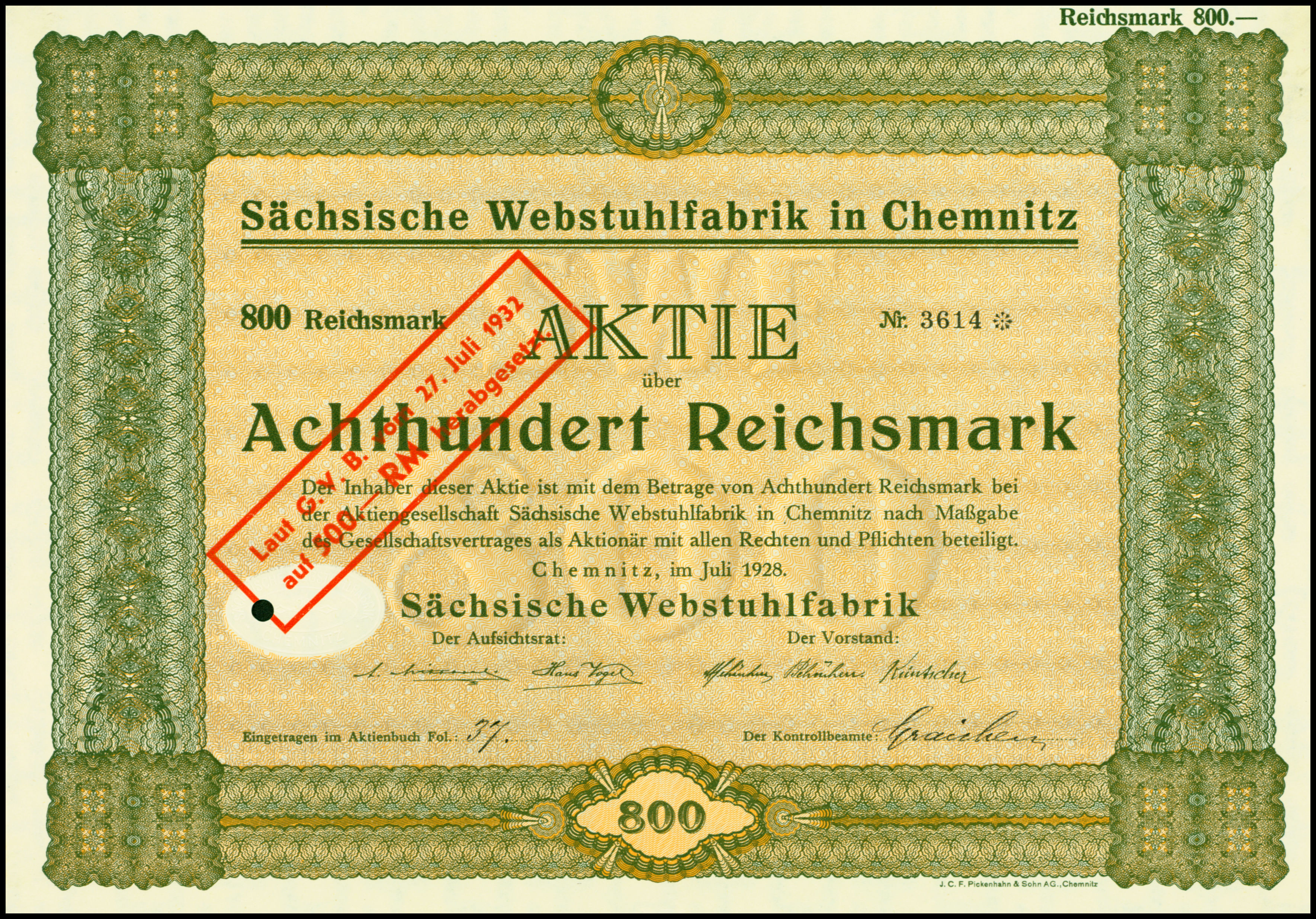
Aktie über 800 RM der Sächsische Webstuhlfabrik AG vom Juli 1928

1872 wurde das Unternehmen als Sächsische Webstuhlfabrik AG in eine Aktiengesellschaft umgewandelt, das Stammkapital betrug 1 Million Taler (= 3 Millionen Mark). Schönherr behielt die Aktienmehrheit, übernahm den Aufsichtsratsvorsitz und setzte auch seine beiden Söhne Max und Paul sowohl in die Geschäftsführung als auch in den Aufsichtsrat ein. Direktoren wurden der Kaufmann Bruno Gottschaldt (1840–1922), Max Schönherr und Paul Schönherr. In der Fabrik wurden bis 1887 bereits 30.000 Webstühle produziert, wovon ein erheblicher Teil exportiert wurde. Damit erreichte das Unternehmen Weltruf.
1888 wurde die erste Doppel-Plüschwebmaschine mit doppelten Kettfäden vorgestellt. 1895 fertigten die 1200 Beschäftigten bereits den 50.000sten Webstuhl, die monatliche Produktion lag bei 250 Stück. 1898 erfolgte der Anschluss an das Netz der Königlich Sächsischen Staatseisenbahnen. Bis 1899 wurden 84.777 Maschinen produziert, darunter 70.000 Webstühle. 1900 wurde das alte Hauptgebäude zur Schmiede umgebaut und um den noch heute erhaltenen charakteristischen Uhrenturm ergänzt sowie eine Ausstellungshalle errichtet.
Nach Louis Schönherrs Tod 1911 wurde sein Sohn Paul zum Direktor ernannt. Das Produktportfolio umfasste 1912 84 verschiedene Grundausführungen von Webmaschinen. Mit Ausbruch des Ersten Weltkriegs halbiert sich die Belegschaft von 1.600 auf 800 Mitarbeiter. 1916 zerstörte eine Windhose große Teile der Fabrik. 1923 wurde ein neues Verwaltungsgebäude für Geschäftsführung, Planung, Konstruktion, Verkauf und Archiv errichtet. 1924 wurde der 150.000ste Webstuhl produziert, inzwischen mit elektrischem Einzelantrieb. 1926 wurde von Max W. Feistel ein straßenseitiges Ergänzungsgebäude im Stile der neuen Sachlichkeit errichtet, welches 55.600 m² für Werkstätten und Lagerräume bot. Bis 1927 konnte die Kapazität der Gießerei mit 350 Mitarbeitern auf 45 Tonnen pro Tag gesteigert werden. Mithilfe von 1.150 Werkzeugmaschinen konnten so in diesem Jahre insgesamt 175.120 Maschinen produziert werden, davon 158.000 Webstühle, 7.820 Spulmaschinen, 8.250 Scheer- und Raumaschinen sowie 1.050 Leim- und Schlichtmaschinen. Ein neuer Kurbelbuckskinwebstuhl für die Tuch- und Möbelstoffbranche wurde eingeführt und in den Folgejahren prägend für das Unternehmen. Das Modell wurde bis 1968 produziert. Infolge der Wirtschaftskrise 1929 mussten am 25. Oktober 1929 die Löhne gekürzt sowie einige Mitarbeiter entlassen werden. Teilzeitarbeit wurde eingeführt. Kommerzienrat Max Schönherr zog sich am 20. Juni 1930 aus dem Vorstand zurück ins Privatleben.
1932 begann das Unternehmen mit der Produktion von zweischützigen Doppelteppichwebmaschinen, einer entscheidenden Innovation für die industrielle Großproduktion von gewebten Teppichen. Die Firma entwickelte sich daraufhin zum zweitgrößten Betrieb der Stadt Chemnitz nach der Sächsische Maschinenfabrik vormals Richard Hartmann AG. Am 1. Juni 1933 wurde die Exportverkaufsgesellschaft TeMaCo (Textilmaschinen-Compagnie) gegründet, die neben der Sächsischen Webstuhlfabrik vorm. L. Schönherr auch die Sächsische Maschinenfabrik vorm. Richard Hartmann AG, die Carl Hamel AG in Siegmar-Schönau und die Kettling & Braun Textilmaschinenfabrik und Eisengießerei in Crimmitschau vertrat. 1936 wurde der Verein Freiwillige Feuerwehr im Webstuhlbau gegründet, der jedoch bereits 1941 wieder aufgelöst wurde. 1940 wurde zudem ein Betriebssportplatz auf dem Werksgelände eingeweiht. Im Zuge der Eisen-Kontingentierung nach Kriegsbeginn mussten alle Vorkriegsaufträge annulliert werden. Die Produktion an Webstühlen sank daraufhin zunehmend. Um den vorgeschriebenen Produktionsanteil an Rüstungsgütern zu decken, wurden in der Schönherr-Fabrik ab 1940 Granaten, Minenstühle und Ersatzteile für Panzerabwehrkanonen hergestellt. 1941 wurde der vor dem Werk befindliche Fischweg in Schönherrstraße umbenannt. Für Betriebsausflüge wurde 1942 die Dachsbaude in Neuhausen/Erzgeb. erworben. Insgesamt wurden im Zeitraum von 1925 bis 1944 2269 Teppichwebmaschinen hergestellt und 996 davon exportiert. Während des Kriegs wurden auch Kriegsgefangene als Zwangsarbeiter eingesetzt. Bei den alliierten Luftangriffen auf Chemnitz am 5. März 1945 wurden ein Teil der Tischlerei, die Putzerei, ein Gusslager sowie ein Nebengebäude zerstört bzw. schwer beschädigt. Nach Kriegsende mussten noch 1945 die Produktionsanlagen auf Befehl sowjetischen Kommandantur von der Belegschaft komplett demontiert werden. Diese gingen 1945/46 als Reparationsleistungen in die UdSSR.

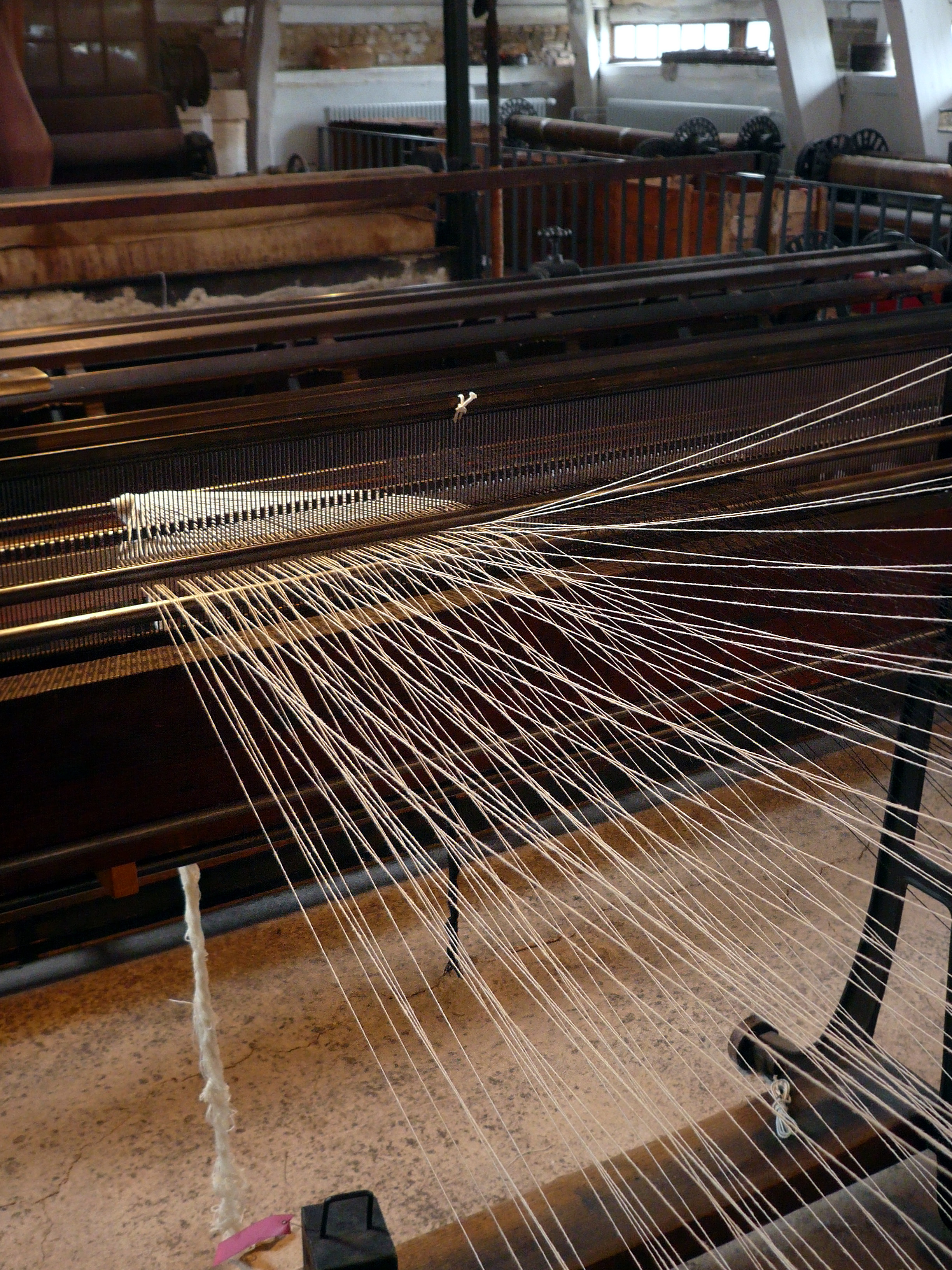
Kettschärmaschine von 1907
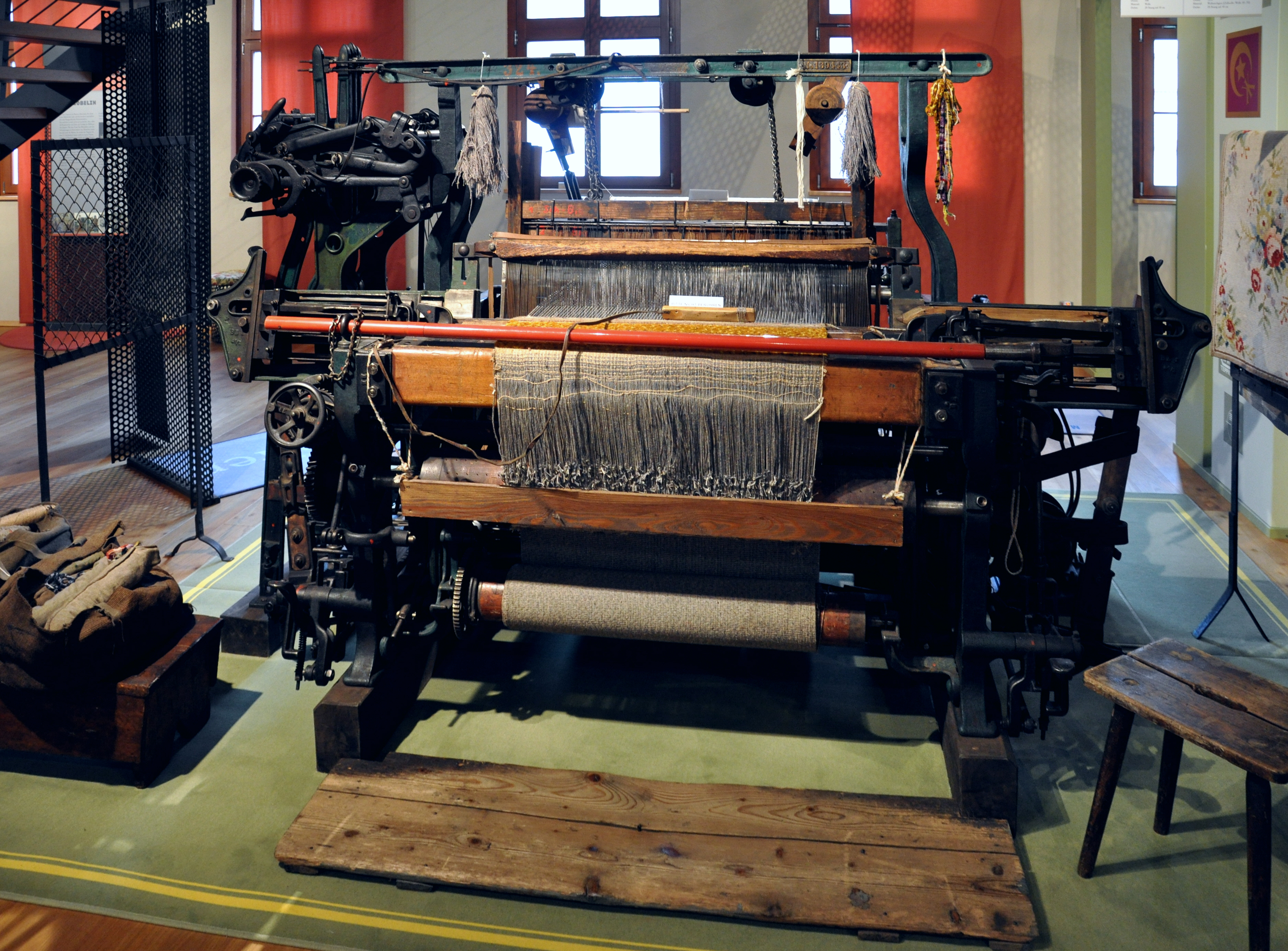
Kurbel-Buckskin-Webstuhl von 1910 zur Fertigung von Chenille-Axminster-Teppichen
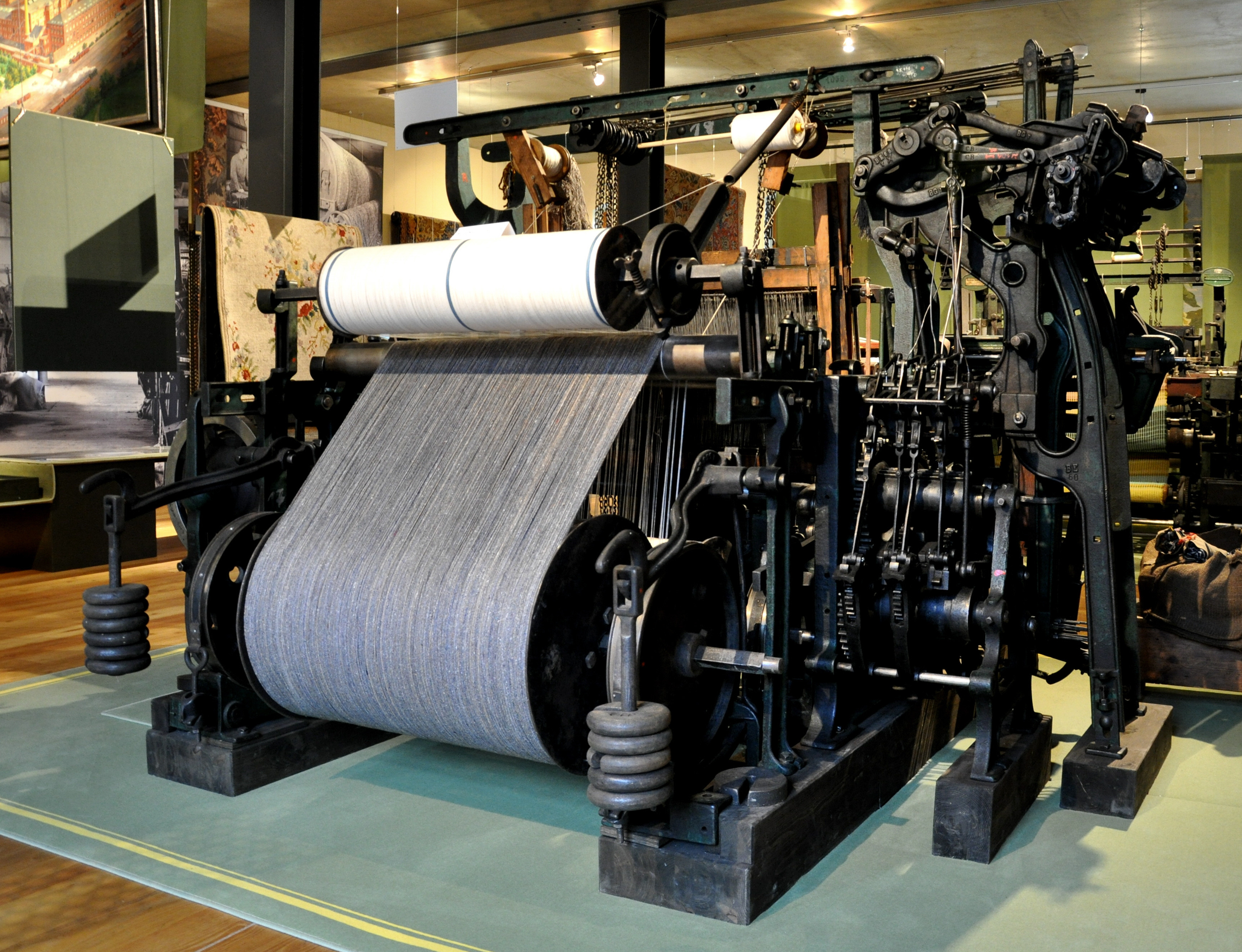
Rückansicht des Kurbel-Buckskin-Webstuhls von 1910
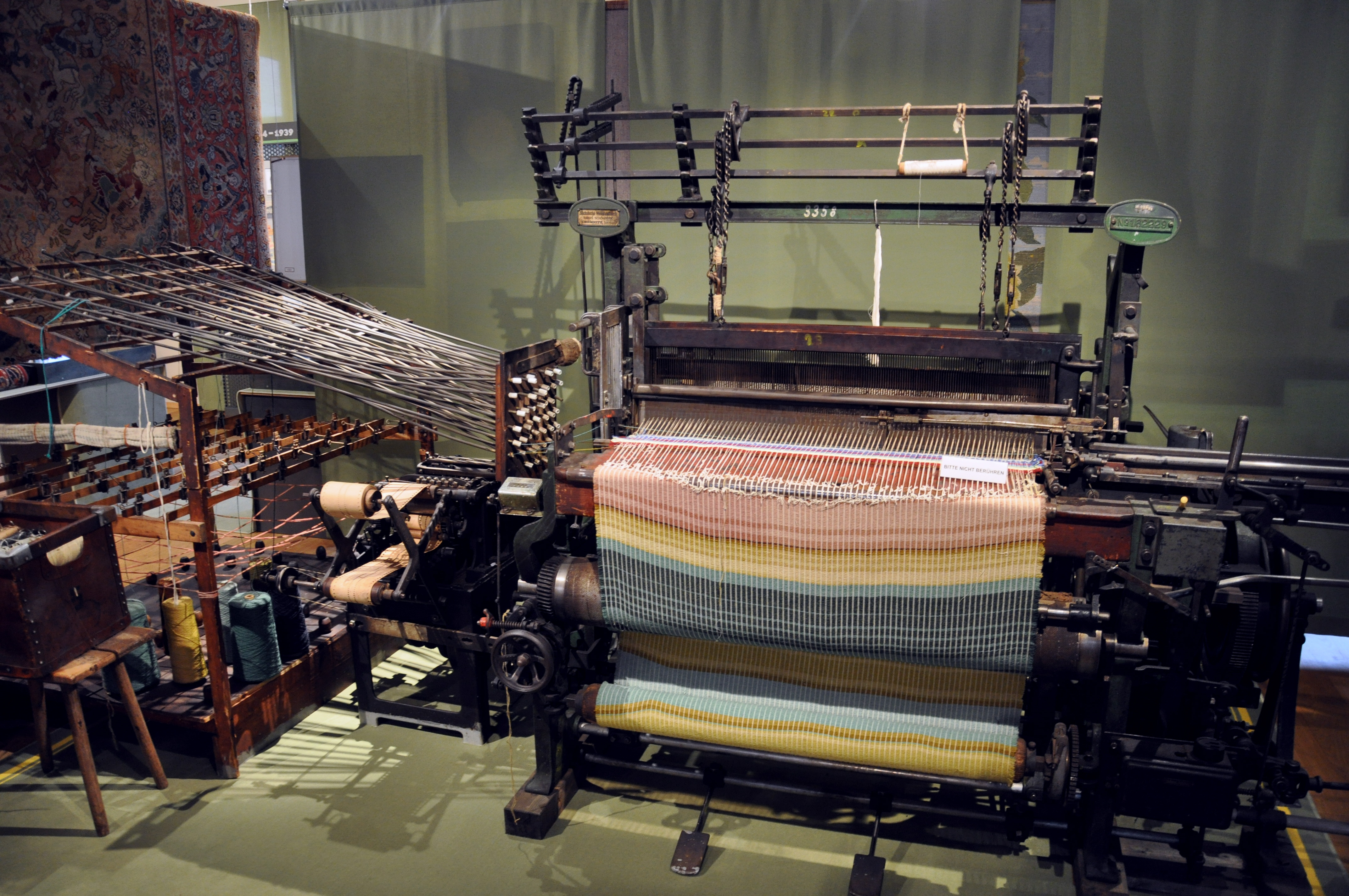
Vielfarben-Teppichwebstuhl
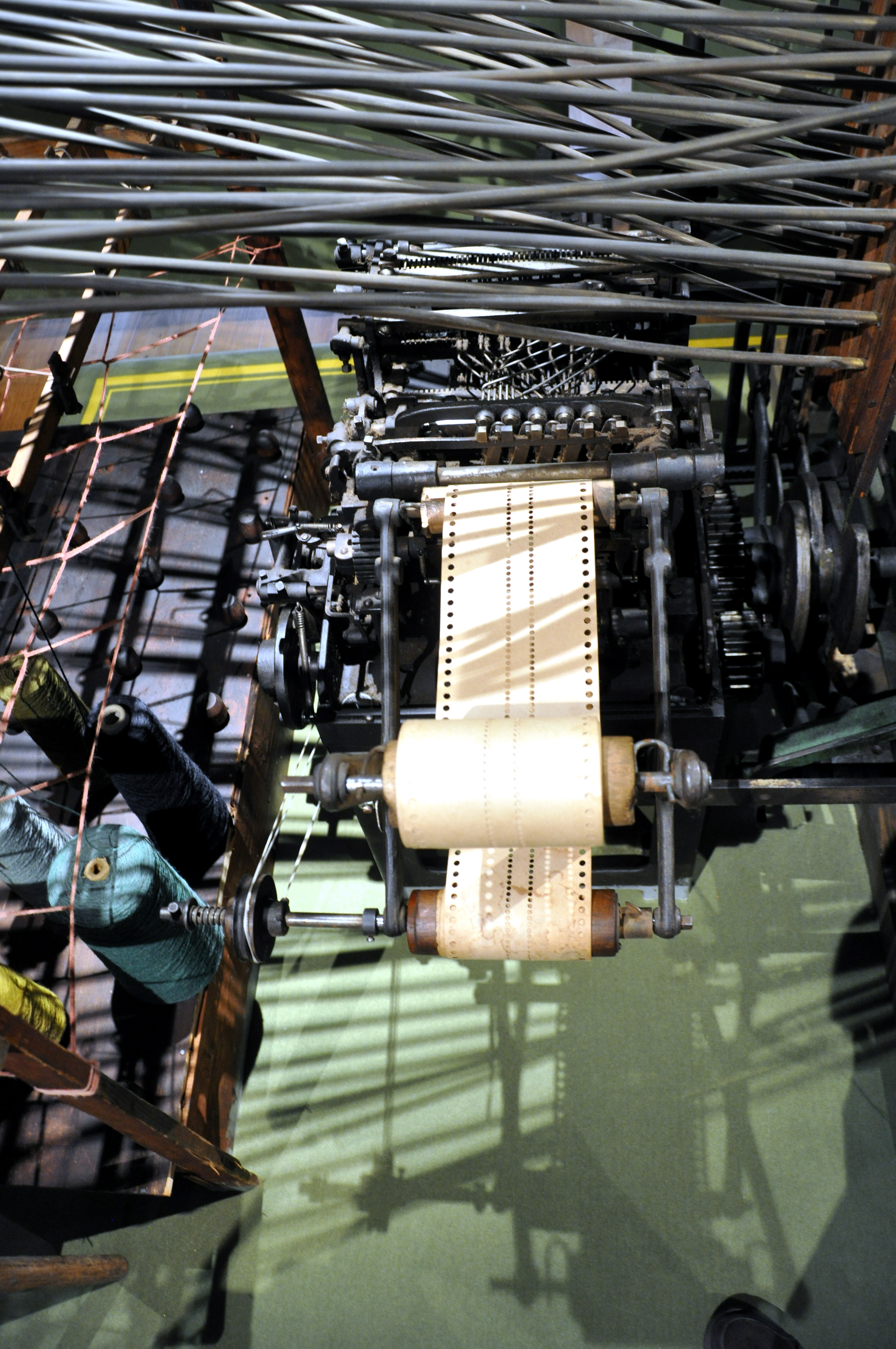
Lochkartensteuerung des Vielfarben-Teppichwebstuhls
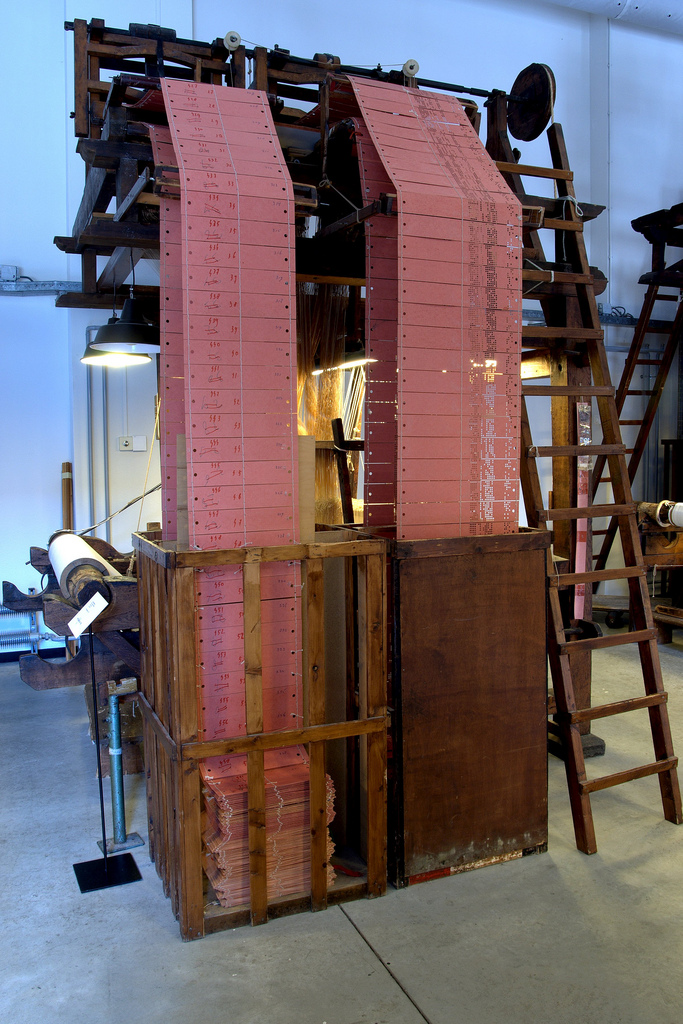
Jacquardwebstuhl von 1925
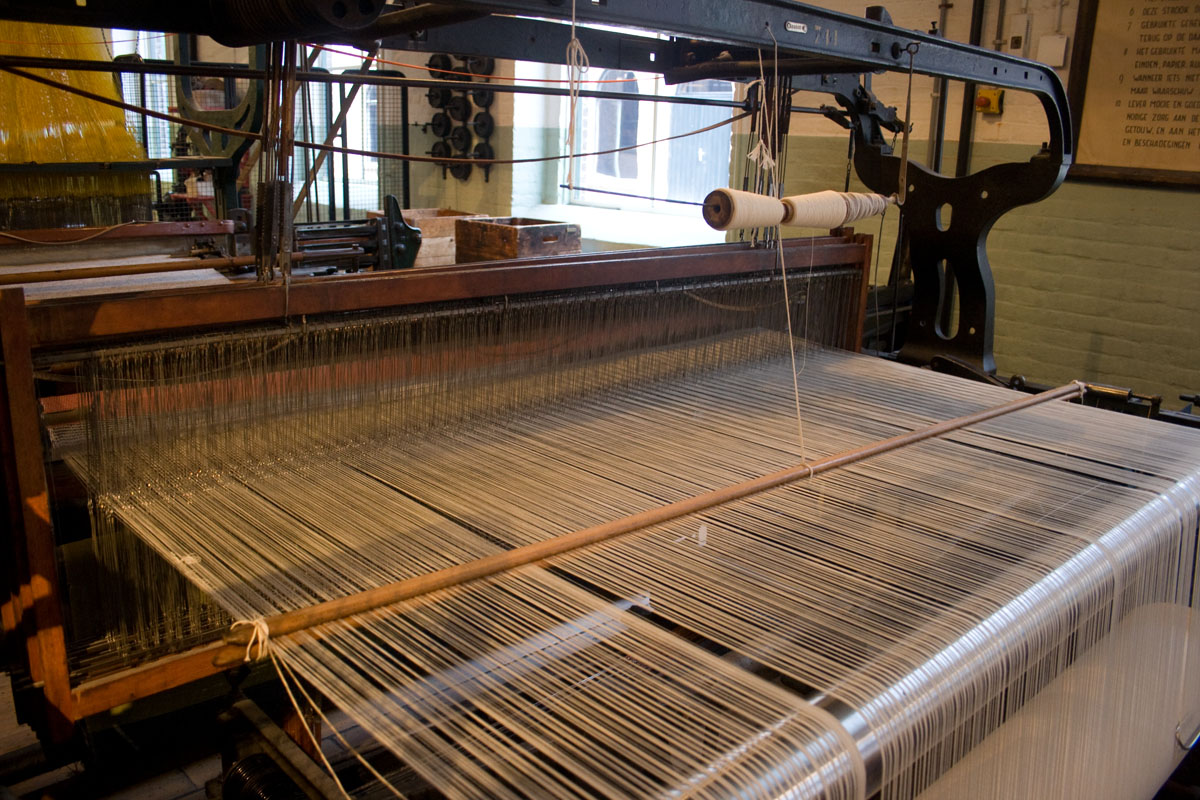
Bucksin-Webstuhl von 1930
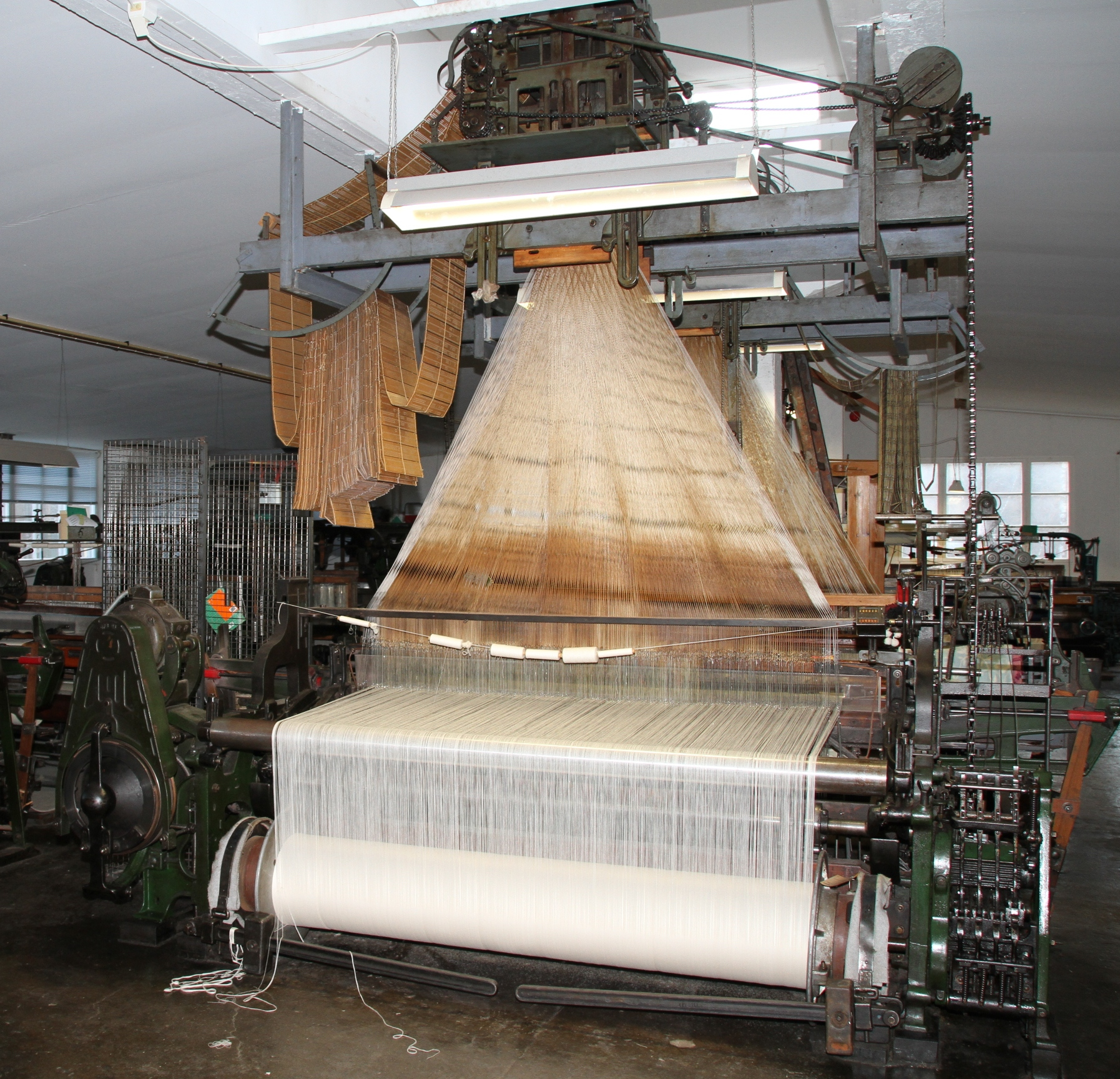
Jacquardwebstuhl von 1939

### 1946 bis 1989 DDR –VEB Webstuhlbau Karl-Marx-StadtundKombinat Textima

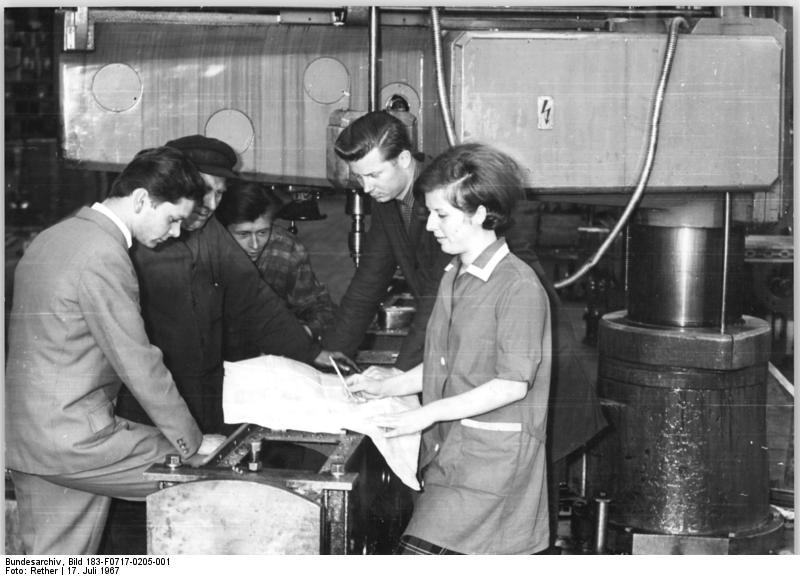
Arbeiter-und-Bauern-Inspektion im VEB Webstuhlbau (1967)

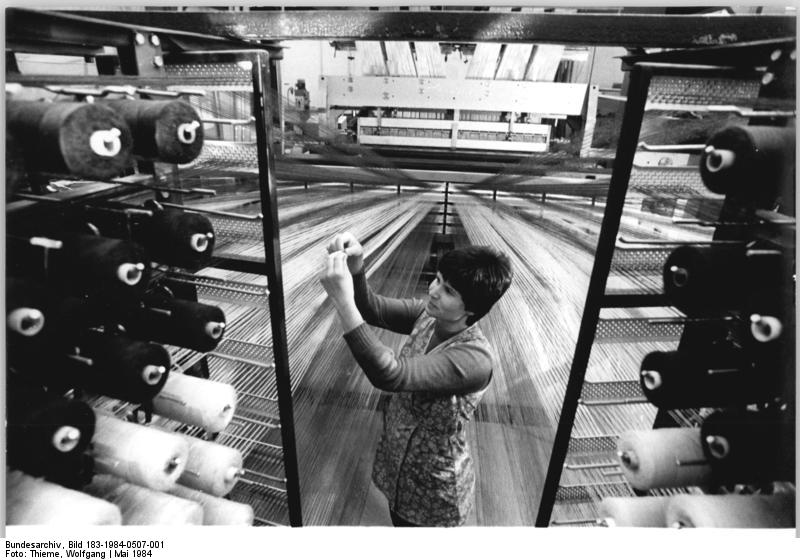
Weberin im VEB Webstuhlbau (1984)

1946 wurden die Reste des Betriebes von der Chemnitzer Treuhand verwaltet. Mit 70 Beschäftigten begann der provisorische Wiederaufbau der Fabrik aus altem Baumaterial. Aus den Trümmern anderer Fabriken wurden Werkzeugmaschinen geborgen und notdürftig instand gesetzt, um wieder mit der Produktion beginnen zu können. Bereits 1947 konnten die ersten instandgesetzten Webmaschinen fertiggestellt werden. Diese gingen an die höhere Webschule in Chemnitz, um daran Fachkräfte für die Textilindustrie auszubilden. Die Bezahlung der Arbeiter wurde auf Stücklohn umgestellt und der progressive Leistungslohn entwickelt. Ab 1947 gehörte das Unternehmen zur VVB Textilmaschinen, aus der 1978 der VEB Kombinat Textima wurde. Bis 1948 stieg die Zahl der Beschäftigten wieder auf 450 und auf der Leipziger Messe konnten die ersten neu entwickelten Webautomaten und Spulmaschinen präsentiert werden. Jedoch wurden erst 1950 wieder komplette Maschinen im Betrieb gefertigt und die Produktion der Doppelteppichwebmaschinen wieder aufgenommen. Zu diesem Zeitpunkt war der Betrieb bereits wieder das zweitgrößte Chemnitzer Unternehmen nach der Textilmaschinenfabrik vorm. Rich. Hartmann AG. Das Unternehmen wurde mit dem 1. Januar 1952 in Volkseigentum umgewandelt und bekam den Namen VEB Webstuhl Chemnitz (ab 1953 Karl-Marx-Stadt). Unter Aufsicht des VVB Textima wurde die Produktion nach den Richtlinien für Volkseigene Betriebe umstrukturiert. Inzwischen war die Belegschaft auf 844 Arbeiter angewachsen, welche auf 220 teilweise veralteten Maschinen produzierten. Die Jahresproduktion der Gießerei belief sich auf 1.200 Tonnen Grauguss. Im Folgejahr konnte die Gussproduktion auf 2.200 Tonnen gesteigert werden und es wurden wieder 318 Textilmaschinen hergestellt, welche jedoch größtenteils in die Sowjetunion geliefert werden mussten. 1953/54 bekam der Betrieb eine eigene Kampfgruppe, 1955 wurde ein neues Kesselhaus errichtet. Die Textilmaschinenproduktion konnte bis 1955 mit 829 Maschinen mehr als verdoppelt werden, die Belegschaft wuchs bis 1956 auf 1.274 Mitarbeiter. Im Zuge der verordneten Konsumgüterproduktion wurden Kartoffelschälmaschinen für Großküchen hergestellt, später auch Haushaltsbügelbretter. Ab 1956 gab es wieder ein Betriebseigenes Kinderferienlager in Oberhermsgrün. Mit einer neu entwickelten Doppelteppichwebmaschine konnte 1963 die Goldmedaille der Leipziger Herbstmesse gewonnen werden. Im darauffolgenden Jahr wurde die Gießerei umfassend rekonstruiert und eine neue Halle für die zentrale Großteilefertigung erbaut. Als zusätzliches Konsumgut wurde ab 1967 die Doppelliege Dagmar für den VEB Interform Greiz gefertigt. ein RGW-Beschluss zwang die Firma 1968 zur Einstellung der Entwicklung und Produktion von mittelschweren Webmaschinen. Das Hauptaugenmerk lag von da an auf Doppelteppichwebmaschinen. Mit der Installation einer Bandzuführung für die Gussformen in der Gießerei konnte die Gussproduktion 1971 um 300 t gesteigert werden. Die Mitarbeiterzahl konnte bis 1979 auf 1700 Mitarbeiter erhöht werden, der Betrieb wurde Teil des neu gegründeten VEB Kombinat Textima. 1980 wurde die tausendste Doppelteppichwebmaschine ausgeliefert. 1983 wurde auf der internationalen Textilmesse in Mailand die neue Doppelteppich-Greiferwebmaschine vorgestellt, welche 1985 mit der Goldmedaille der Leipziger Messe ausgezeichnet wurde. 1986 wurde der Schmelzbetrieb der Gießerei rekonstruiert. Durch die Neuentwicklung der ersten 4 m breiten Teppichwebmaschine wurde eine neue Sortimentsbreite im Teppichhandel möglich. Auch die Konsumgüterproduktion wurde ausgeweitet.

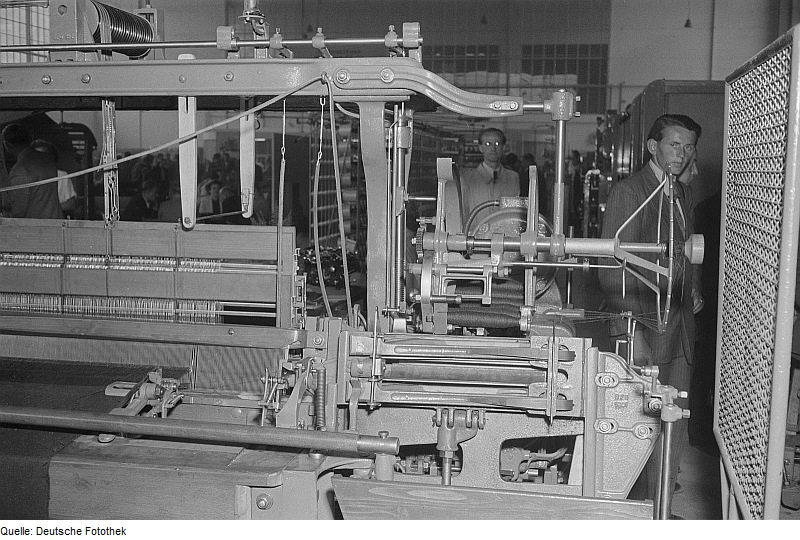
Detail einer Webmaschine von 1953
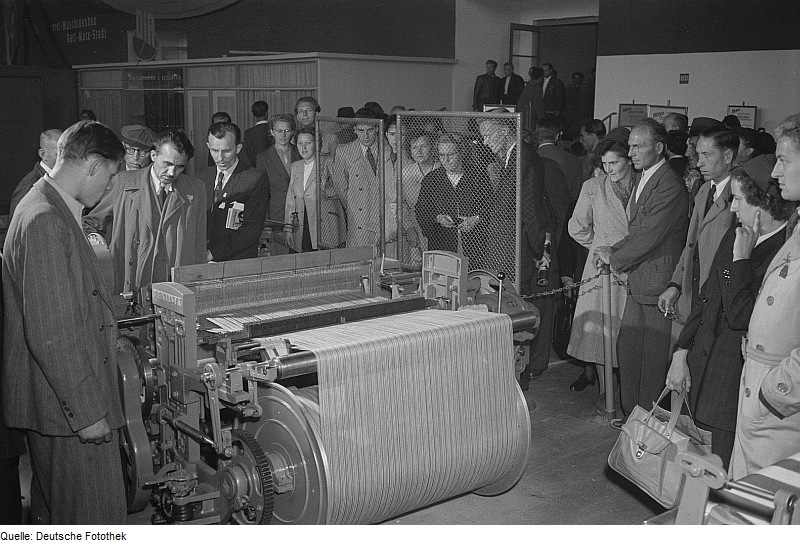
Webmaschine des VEB Webmaschinenbau Karl-Marx-Stadt auf der technischen Messe in Leipzig 1953
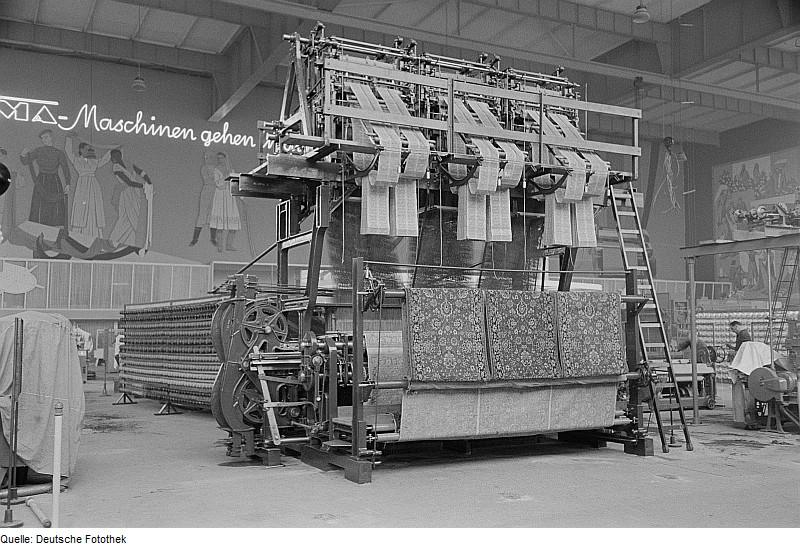
Lochkartengesteuerte Teppichwebmaschine auf der Leipziger Herbstmesse 1954

### 1950 bis 1965 BRD –Schönherr GmbH Erlangen-Bruck
Die Familie Schönherr wagt 1950 einen Neuanfang außerhalb der DDR, da es ihr gelingt, „mit drei Eisenbahnwaggongs der Reichsbahn und mit offizieller Genehmigung der Behörden einige Unterlagen in den Westen zu transportieren“. Daraufhin wird die Schönherr GmbH in Erlangen-Bruck neu gegründet und die ehemals aus Potsdam stammende Maschinenfabrik Frieseke & Hoepfner GmbH baut für diese Schönherrsche Tuch-Webmaschinen mit der Bezeichnung WM („Webmeister“) als Verbesserung des Chemnitzer Modells CFS. 1956 wird die Firma nach Lauf (Neunkirchen am Sand) verlegt, jetzt baut die dortige Maschinenfabrik Wilhelm Terhaerst die Maschinen für die Schönherr GmbH in einer eigens dafür errichteten Produktionshalle, die heute noch existiert. Der Inhaber dieser Maschinenfabrik, Heinrich Plarre, besaß bis 1932 in Greiz (Thüringen) bereits eine Webstuhlfabrik. 1965 erlischt die Schönherr GmbH.

### 1990 bis heute

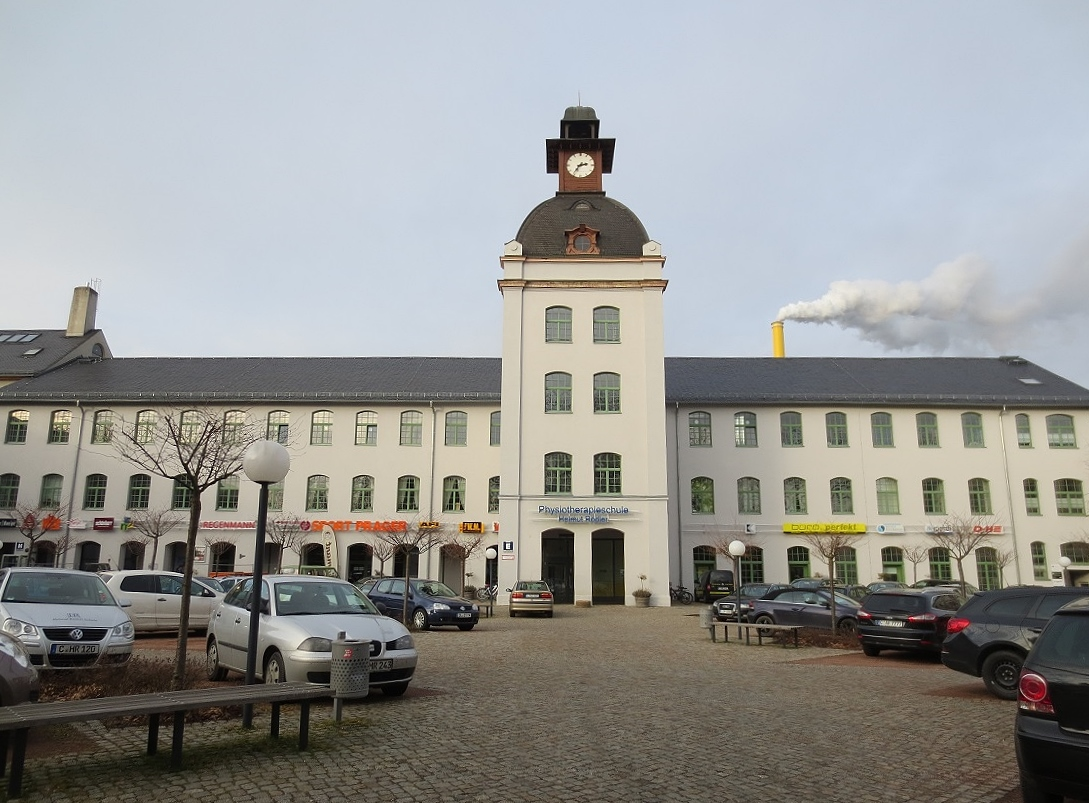
Saniertes Hauptgebäude 2014

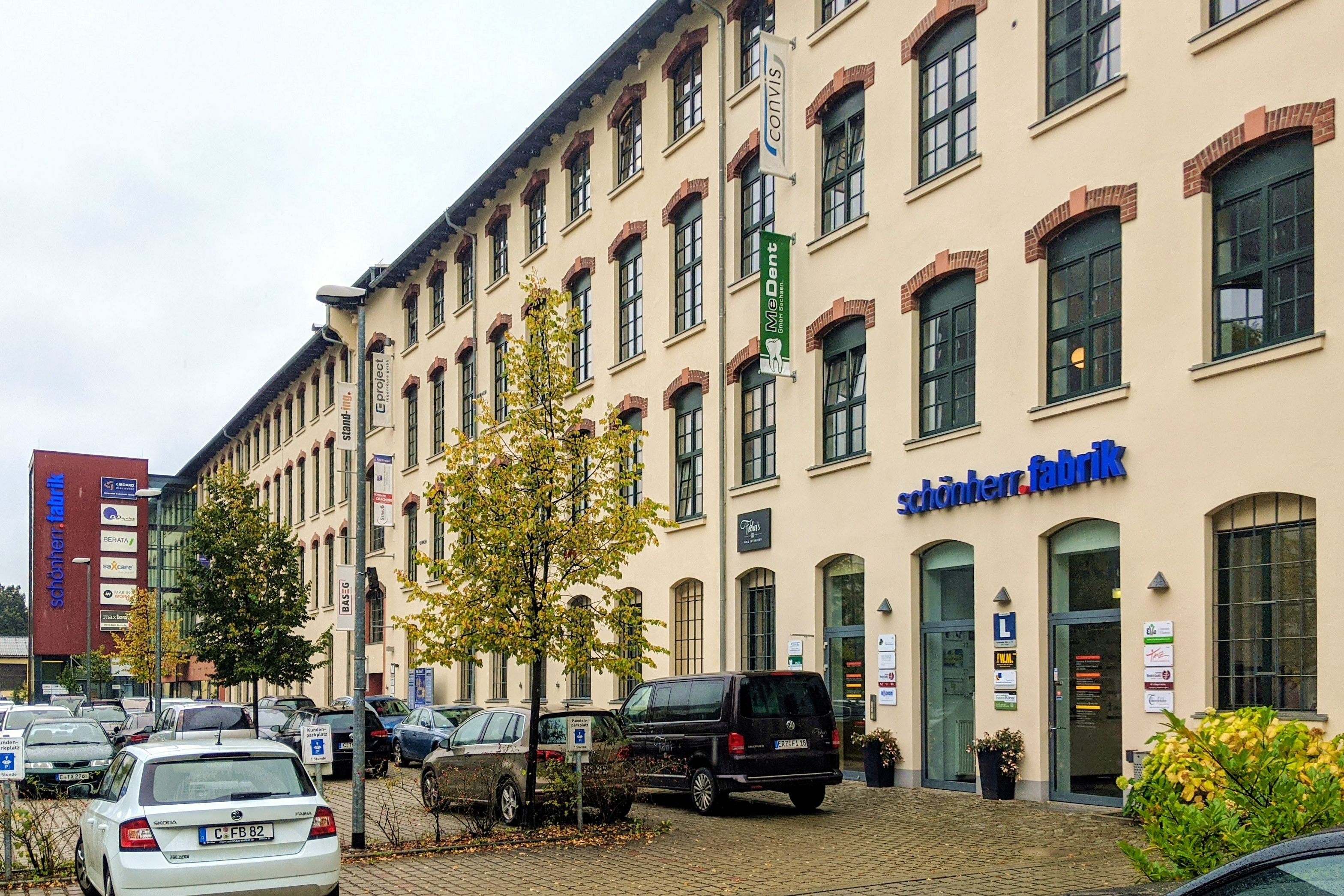
Sanierter und umgenutzter Fabrikteil 2021

Mit 1. März 1990 wurde das Kombinat Textima von der Treuhandanstalt privatisiert, der VEB Webstuhlbau Karl-Marx-Stadt führte die Produktion vorerst fort, jedoch nur mit 800 der vormals 1700 Mitarbeiter. Zum 18. Oktober 1990 wurde die Chemnitzer Webmaschinenbau GmbH gegründet und diese dann von der Treuhandanstalt an eine deutsch-schweizerische Unternehmensgruppe veräußert, unter Beibehaltung von 600 Mitarbeitern. Aufgrund eines nicht gewährten Bankkredites kam der Betrieb bereits im August wieder unter die Obhut der Treuhandanstalt, bis 1993 wurde die Mitarbeiterzahl auf 450 reduziert. Das Hauptgebäude wurde 1992 unter Denkmalschutz gestellt (siehe Liste der Kulturdenkmale in Chemnitz-Schloßchemnitz, M–Z, Schönherrstraße 8), marode Gebäudeteile in den Folgejahren teilweise abgerissen und denkmalgeschützte Gebäude nach und nach leergezogen.
1994 übernahm die Wiener Ventana-Gruppe das Unternehmen und sanierte es grundlegend. Außerdem wurde das Unternehmen in drei Tochterunternehmen gegliedert: Schönherr Metallverarbeitung GmbH (Gießerei), Schönherr Webstuhlbau GmbH (WEBA, Webstuhlbau) und Schönherr Teilefertigung GmbH (Mechanische Bearbeitung). 1995 wurde erstmals wieder eine neue Maschine auf der Internationalen Textilmaschinen-Ausstellung präsentiert. 1997 wurde zur Sanierung und Umnutzung des denkmalgeschützten Areals die Schönherr Standortentwicklung GmbH gegründet. 1998 kaufte die Firma Stäubli S.A. aus Bayreuth (Teil der Schweizer Stäubli International AG) die Mehrheit im Unternehmen und nannte es in Schönherr Textilmaschinenbau GmbH um. Später erfolgte eine weitere Umbenennung in Schönherr Carpet Weaving und die Verlagerung des Unternehmens nach Bayreuth. Die Gießerei Schönherr Metallverarbeitung GmbH wurde 2000 mit 90 Mitarbeitern an die 1946 in Bayreuth als Eisengießerei Rudolf Trompetter gegründeten Trompetter Guss verkauft. 2001 übernahm der Geschäftsführer der Schönherr Teilefertigung GmbH diese und gründete daraus die Matthias Tuchscherer Maschinenbau GmbH (MTM).
Die Schönherr Standortentwicklung GmbH firmiert heute als Schönherr WEBA GmbH und hat die denkmalgeschützten Gebäudekomplexe im südlichen Teil des Areals seit 1998 umfangreich saniert und zur Schönherr Kulturfabrik umgestaltet. Auf dem Gelände befinden sich heute umfangreiche kulturelle, gastronomische und gesundheitsfördernde Angebote. Neben der Matthias Tuchscherer Maschinenbau GmbH und Trompetter Guss befinden sich auf dem Areal der alten Schönherrfabrik heute noch mehrere kleine und mittlere Industriebetriebe, alle im nördlichen Teil des Areals.